# Трудов блок
Трудовият блок, известен още като Единен фронт е коалиция между БКП и левицата на БЗНС, създадена през есента на 1923 и съществувала до средата на 30-те години.
Във връзка с репресиите на правителството Александър Стамболийски срещу комунистите, ЦК на БКП заема неутрална позиция при Деветоюнския преврат и последвалото го Юнско въстание. Впоследствие, под натиска на Коминтерна и на по-радикално настроеното си крило, БКП подема курс на въоръжено въстание срещу режима на Александър Цанков. За организирането на въстанието комунистите търсят съюз с БЗНС. Левицата на земеделците се включва в организираното от БКП през 1923 Септемврийско въстание.
Макар и след въстанието да са подложени на тежки репресии, БКП и БЗНС продължават да съществуват легално. През ноември 1923 режимът на Сговора организира парламентарни избори с цел да узакони властта си. Имeнно с цел общо участие в тези избори е създаден Трудовият блок.
22-мата земледелски депутати от XX обикновено народно събрание се обявяват против единния фронт. Въпреки последвалите масови правителствени репресии срещу левицата, на изборите единнофронтовските листи получават около 1/4 от гласовете – около 300 000 гласа. Трудовият блок участва и на общинските избори скоро след това, но не постига особен успех.
На парламентарните избори през 1931 Единният фронт получава 170 000 гласа и 31 места в Народното събрание. През 1932 печели изборите за общински съветници в София, но скоро след това те са касирани от правителството на Народния блок.
Към Трудовия блок се създава военна организация – във връзка с нелегалната дейност. Излизат и единнофронтовски печатни издания. Забранен е след Деветнайсетомайския преврат през 1934.